# Badminton 1929
Höhepunkte des Badmintonjahres 1929 waren die All England, die Irish Open und die Scottish Open.
==Internationale Veranstaltungen ==
| Veranstaltung | Herreneinzel        | Dameneinzel      | Herrendoppel                         | Damendoppel                     | Mixed                       |
| ------------- | ------------------- | ---------------- | ------------------------------------ | ------------------------------- | --------------------------- |
| All England   | Frank Devlin        | Marjorie Barrett | Frank Devlin Gordon Mack             | Marjorie Barrett Violet Elton   | Frank Devlin Marian Horsley |
| Irish Open    | Willoughby Hamilton | Derreen Good     | J. D. M. McCallum George Alan Thomas | D. Pilkington Ada Good          | James Barr C. T. Duncan     |
| Scottish Open | T. P. Dick          | Marjorie Barrett | T. P. Dick Frank Hodge               | Marjorie Barrett Marian Horsley | James Barr C. T. Duncan     |